# Stromerzeugung

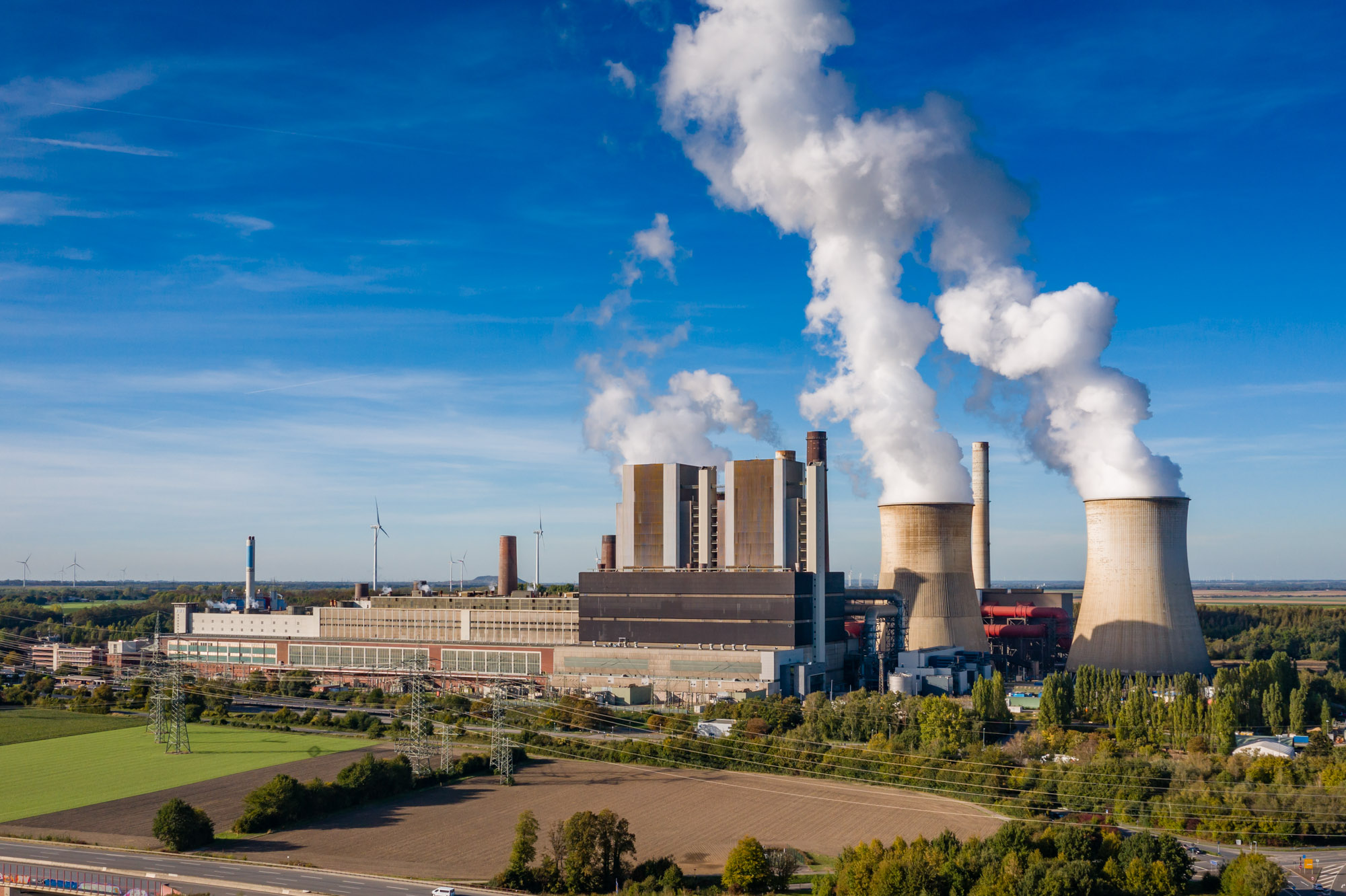
Braunkohlekraftwerk

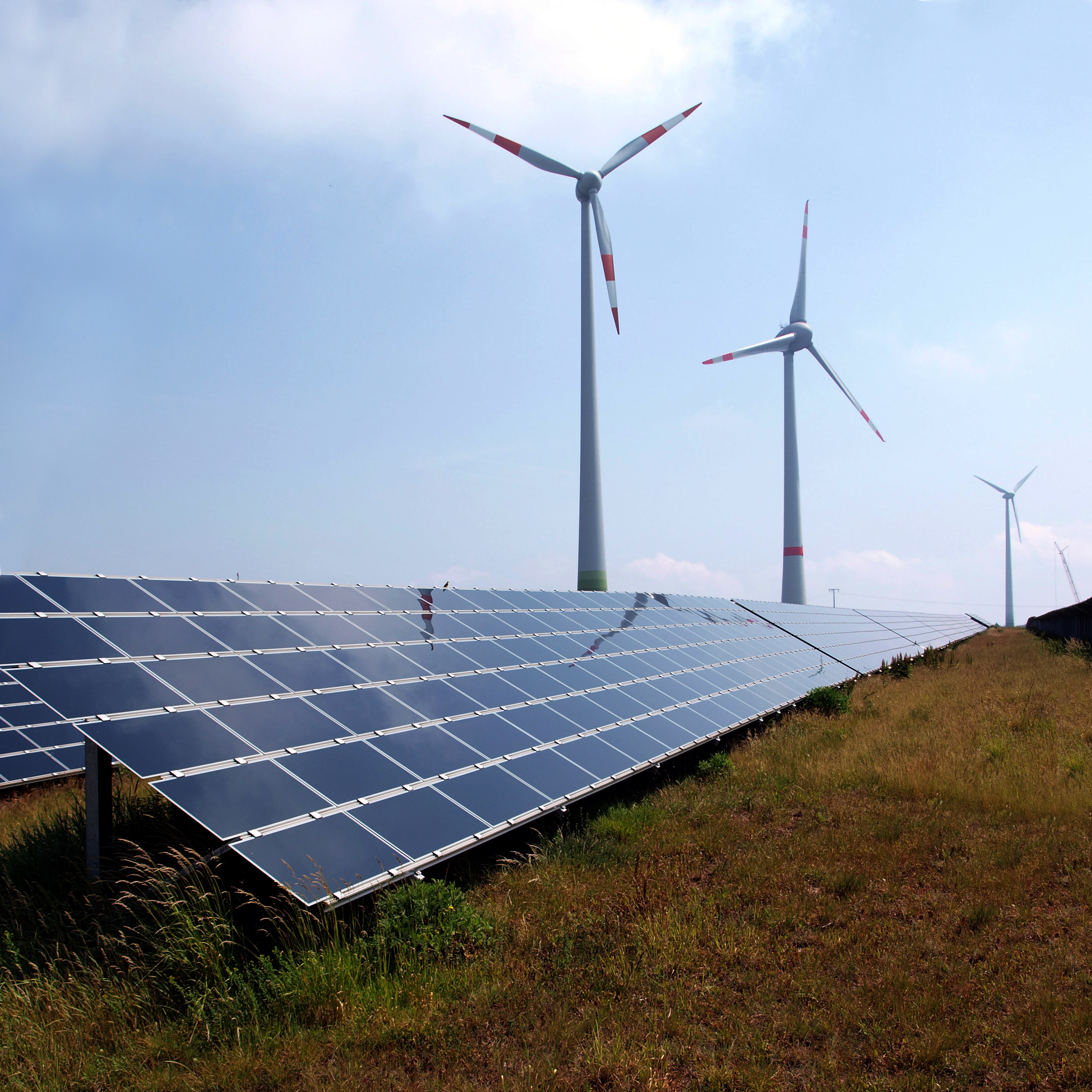
Windkraft und Photovoltaik

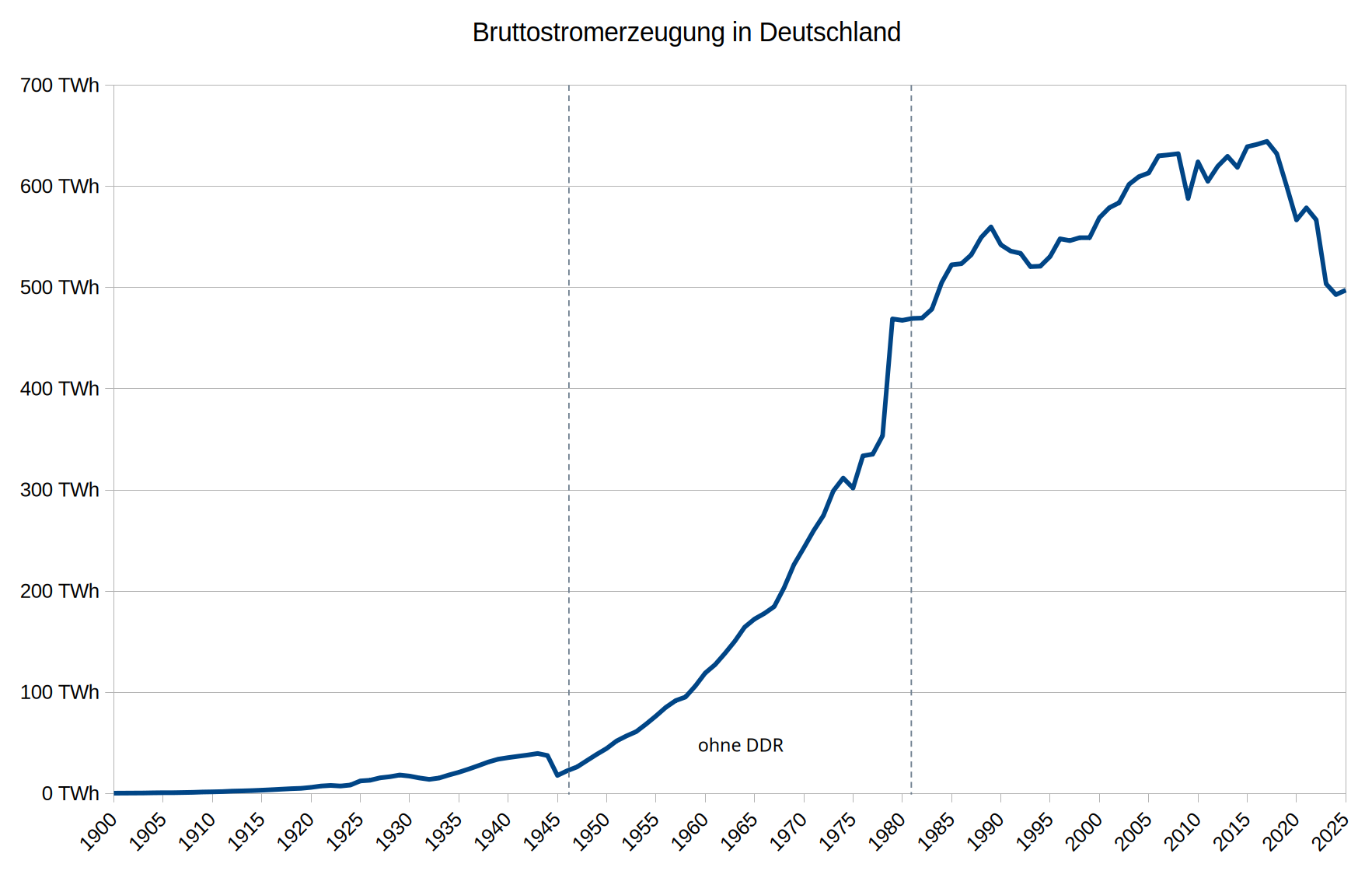
Stromerzeugung in Deutschland seit 1900

Als Stromerzeugung bezeichnet man im weiteren Sinne jede Form der Bereitstellung nutzbarer elektrischer Energie aus nichtelektrischer Energie durch Energiewandlung. Sehr häufig bezieht man sich dabei im engeren Sinne primär auf die Erzeugung elektrischer Energie durch Kraftwerke für die Einspeisung in öffentliche Stromnetze.
Die verbreitetste Technologie zur Stromerzeugung sind elektrische Generatoren, die durch Wasserkraft, Windkraft oder thermische Energie angetrieben werden. Darüber hinaus spielt Photovoltaik eine zunehmende Rolle.
Aufgrund der hohen Bedeutung elektrischer Energie für die Wirtschaft und die Bevölkerung sowie der Auswirkungen der Stromerzeugung auf die Umwelt ist die Stromerzeugung seit vielen Jahrzehnten ein bedeutendes Thema politischer und gesellschaftlicher Debatten.

## Allgemeines

### Physikalische Perspektive
Die Wandlung andere Energieformen in elektrische Energie ist mit Verlusten verbunden. Das Verhältnis von eingebrachter Energie und elektrischer Nutzenergie wird als Wirkungsgrad des Kraftwerks bezeichnet. 
Aus physikalischer Perspektive ist der elektrische Strom die pro Zeitspanne fließende elektrische Ladung. Die Energie berechnet sich als Stromstärke multipliziert mit der elektrischen Spannung und der Zeitdauer. 
Der Stromzähler erfasst am Zählerpunkt die elektrische Stromstärke sowie die anliegende Wechselspannung, multipliziert deren Augenblickswerte vorzeichengerecht, um die Wirkleistung zu bestimmen, und ermittelt daraus durch zeitliche Integration die genutzte Wirkenergie. Diese wird bisweilen auch Wirkverbrauch genannt. In der Energiewirtschaft spricht man von Stromverbrauch. Bei Phasenverschiebung von Leistung und Stromstärke entstehen Zeiträume, in denen die Vorzeichen von Stromstärke und Spannung unterschiedlich und die Leistung somit negativ ist. Man zerlegt die Leistung dann in Wirkleistung (immer positiv) und Blindleistung. Der Blindleistungsanteil oszilliert um Null und führt somit nicht zu einer Energieübertragung. In Verbrauchsanlagen enthaltene Kondensatoren und Spulen können Blindleistung erzeugen. Dies führt zu Netzverlusten. Daher wird Blindstrom bei Industriekunden gelegentlich dennoch mit geringen Preisen abgerechnet. 
Die elektrische Energie wird zumeist über ein Stromnetz zu den angeschlossenen Geräten geleitet. Der Stromtransport ist mit Verlusten verbunden, die physikalisch einer Umwandlung von elektrischer Energie in Wärme entsprechen.

## Geschichte
Der Siegeszug der elektrischen Energieversorgung begann nach 1882 durch die Konstruktion von Kraftwerken mit elektrischen Generatoren. Zunächst waren es voneinander unabhängige Insellösungen. Spätestens 1890 erkannte man jedoch die Vorteile von wechselstrombetriebenen Stromnetzen, weil diese nicht mehr so stark von der Betriebssicherheit einzelner Kraftwerke abhingen (siehe Stromkrieg). In Deutschland bildeten sich zwei fast unabhängige Stromnetze:
- Das öffentliche Netz mit 50 Hz und
- das Bahnstromnetz mit 16 2⁄3 Hz für die Eisenbahn.

Einige Kraftwerke wurden mit getrennten Generatoren ausgestattet und konnten Strom für beide Systeme erzeugen.
In Deutschland wurde 1998 die Energieversorgung mit dem Energiewirtschaftsgesetz neu reguliert mit dem Ziel, Wettbewerb in Teile der Wertschöpfungskette zu tragen (siehe Liberalisierung der Energiewirtschaft). Seither ist der Wechsel des Stromlieferanten möglich und der Stromvertrieb ist mit über 1000 Stromlieferanten sehr kompetitiv. Bereits zuvor wurde auch die Förderung erneuerbarer Energien vorangetrieben, seit dem Jahr 2000 mit dem Erneuerbare-Energien-Gesetz. Der Anteil der Stromerzeugung mit Anspruch auf Erlöse nach dem Erneuerbare-Energien-Gesetz betrug 2019 42 % und stieg im Jahr 2020 auf 47 %.
Da die erneuerbare Erzeugung trotz ihres hohen Anteils an der Nettostromerzeugung im geltenden Marktdesign keinen Anreiz zu wettbewerblichem Verhalten hat, bleiben sie bei Untersuchungen des Kartellamts zu Marktkonzentration und Marktmacht unberücksichtigt. Wettbewerb entsteht in der derzeitigen Marktorganisation nur unter den konventionellen Erzeugern bei der Deckung der Restlast nach Abzug der Einspeisung erneuerbarer Energien (siehe Marktdesign der Energiewirtschaft).

### Energiewirtschaftliche Perspektive
Unter Bruttostromerzeugung versteht man die insgesamt erzeugte elektrische Energie, z. B. eines Kraftwerkes oder eines Gebietes. Bei letzterem werden alle Stromerzeugungsquellen berücksichtigt (also z. B. Wind, Wasser, Sonne, Kohle, Öl).
Zieht man von der Bruttostromerzeugung den Eigenbedarf der Kraftwerke ab, erhält man die Nettostromerzeugung. Beispielsweise liegt der Eigenbedarf von Kohlekraftwerken bei etwa 10 % und der von Kernkraftwerken um die 5 % der von ihnen selbst erzeugten elektrischen Energie, wobei der Eigenenergiebedarf von Kernkraftwerken auch nach der Beendigung der Stromerzeugung („Abschaltung“) für mehrere Jahre bestehen bleibt, da der Reaktor weiter gekühlt und abgesichert werden muss.
Die Summe aus Netto-Stromerzeugung und Stromimporten ergibt das Stromaufkommen. Abzüglich der Stromexporte und des Pumpstromverbrauchs für Pumpspeicherkraftwerke erhält man den Bruttostromverbrauch. Werden hiervon schließlich noch die im Stromnetz anfallenden Übertragungsverluste (Leitungsverluste, Verluste im Umspannwerk etc.) abgezogen erhält man den Nettostromverbrauch (Endenergieverbrauch).

### Technische Grundlagen
Die Erzeugung des Stroms findet in Kraftwerken statt. Sehr oft wird in Kraftwerken zur Erzeugung der elektrischen Energie eine rotierende elektrische Maschine eingesetzt, ein sog. elektrischer Generator (vgl. Fahrraddynamo). In Wärmekraftwerken kommen meistens Drehstrom-Synchrongeneratoren zum Einsatz. Auch in Windkraftanlagen und Wasserkraftwerken finden Drehstrom-Synchrongeneratoren Anwendung. Dort werden aber ebenfalls Drehstrom-Asynchrongeneratoren eingesetzt.
Hauptvorteil der elektrischen Energie ist die Möglichkeit, einen ganzen Erdteil wie Europa mit einem Verbundnetz zu überziehen, in dem der elektrische Strom mit geringen Verlusten verteilt werden kann (s. a. elektrischer Energietransport) und sich durch die Vielzahl der verbundenen Kraftwerke die Redundanz und somit die Versorgungssicherheit erhöht.
Hauptnachteil des elektrischen Stromes ist die Tatsache, dass er sich nicht unmittelbar speichern lässt. Nur durch verlustreiche Umwandlung in andere Energieformen, beispielsweise mittels Pumpspeicherkraftwerken, lässt sich vermeiden, dass die erzeugte elektrische Energie in jedem Augenblick exakt mit der verbrauchten Menge übereinstimmen muss. In einem System mit hohem Anteil an (fluktuierenden) erneuerbaren Energien sind deutlich mehr Speicherkraftwerke erforderlich.
Die erzeugte elektrische Energie eines Wasserkraftwerks, einer Windkraftanlage oder eines Kernkraftwerks wird derzeit größtenteils direkt über die Übertragungsnetze in industrialisierte Gebiete transportiert und verbraucht. Je nach dem Verhältnis von Angebot und Nachfrage entstehen somit ein sehr unterschiedlicher Strompreis und gegebenenfalls auch negative Strompreise. Zur Lösung dieser Probleme wird eine Wasserstoffwirtschaft diskutiert, die bisher jedoch nur als Konzept vorliegt und nicht wirtschaftlich darstellbar ist.

## Bedeutung

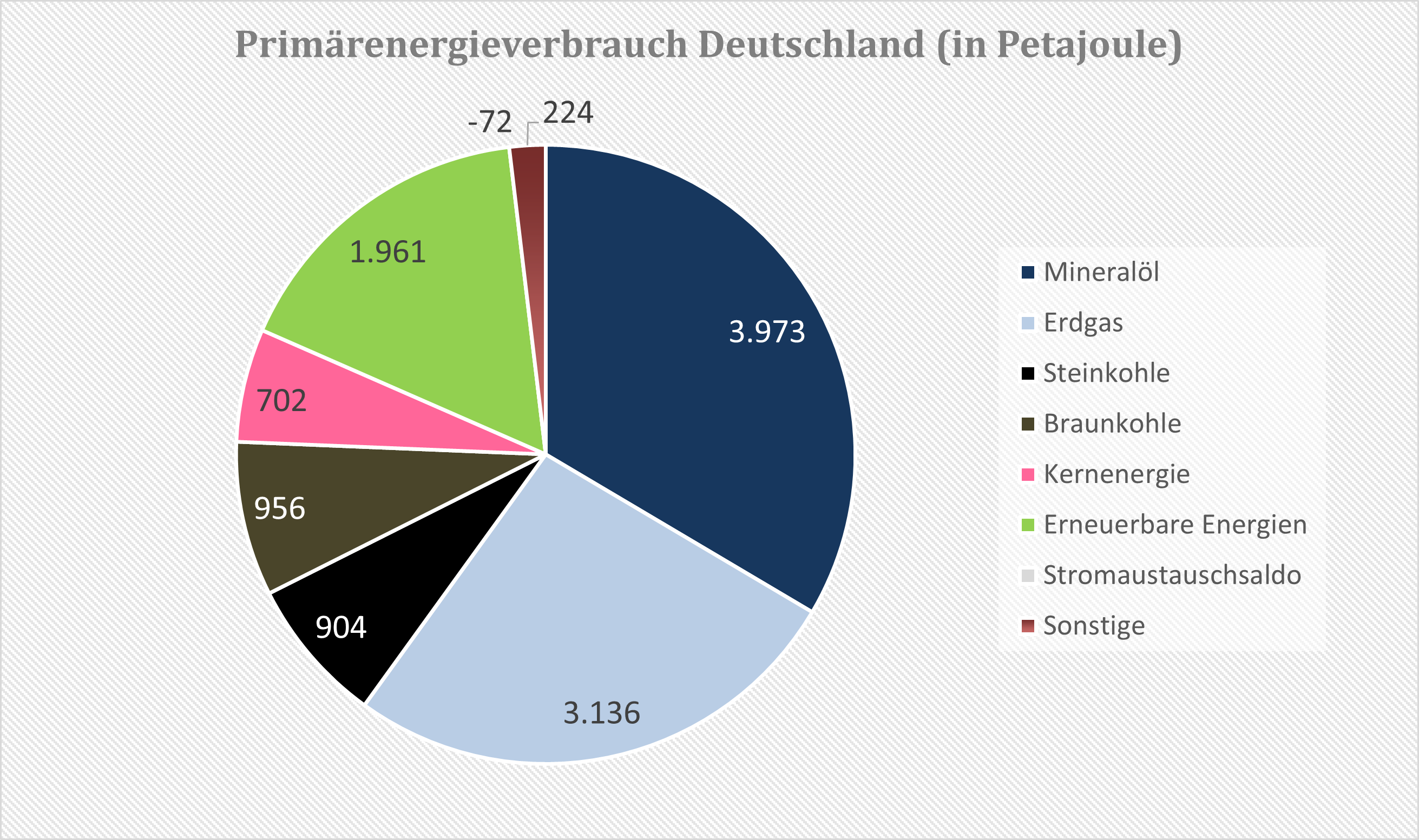
Energieverbrauch in Deutschland 2020 nach Energieträger

Elektrische Energie ist ein vielseitig verwendbarer Energieträger, der sich mit besonders geringen Verlusten in andere Energieformen umwandeln lässt. Sie ist Voraussetzung für jede moderne Industrie und kann in der Regel nicht einfach durch andere Energieträger ersetzt werden.
Ein Stromausfall bringt jede Volkswirtschaft zum Erliegen und muss deshalb weitestgehend begrenzt bleiben. Eine hohe Versorgungssicherheit ist deshalb eine wichtige Bedingung für moderne Gesellschaften. Die durchschnittliche Unterbrechungsdauer der Elektroenergieversorgung je Stromverbraucher hat in Deutschland in den letzten Jahren abgenommen und lag im Jahr 2019 bei 12,2 Minuten.
Im Jahr 2019 betrug der Endenergieverbrauch in Deutschland 9.050 Petajoule. Der Anteil des Stromverbrauchs war mit 1.806 Petajoule knapp 20 %. Dazu kamen 388 Petajoule Fernwärme, die in der Regel als Beiprodukt der Stromerzeugung entsteht. Die höchsten Anteile am Endenergieverbrauch haben Kraftstoffe für den Verkehr, Gas, das für Heizwärme und viele Industrieprozesse benötigt wird und an dritter Stelle Strom.
Die konventionelle Erzeugung ohne Anspruch auf Erlöse nach dem Erneuerbare-Energien-Gesetz ist immer noch stark konzentriert. Im Jahr 2019 erzeugten die fünf größten Stromerzeuger RWE, E.ON, Vattenfall, LEAG und EnBW etwa 212 Terawattstunden Strom und hielten damit einem Anteil von 70,1 Prozent an der gesamten konventionellen Nettostromerzeugung in Deutschland.

## Arten der elektrischen Energieerzeugung
Erzeugungsanlagen unterscheiden sich in ihrer Verfügbarkeit, Flexibilität, den verbrauchten Brennstoffen, ihrem CO2-Ausstoß und ihrer Kostenstruktur. Um die Nachfrage zu jedem Zeitpunkt wirtschaftlich und ökologisch optimal zu erzeugen, werden verschiedene Typen von Erzeugungsanlagen kombiniert. Dazu gehören auch Pumpspeicher und gegebenenfalls andere Speichertechnologien.

### Fluktuierende und disponible Erzeugung
Disponible Erzeugungsanlagen (englisch dispatchable, deutsch auch grundlastfähig) sind Elektroenergieerzeugungsanlagen, deren Einsatz in Abhängigkeit von Bedarf oder Strompreisen vorgegeben werden kann. Dies ist typischerweise für die konventionelle Erzeugung in Kohle-, Gas- und Kernkraftwerken der Fall, ebenso bei verschiedenen erneuerbaren Energien wie z. B. im Falle von Biomasse- und Geothermiekraftwerken. Dagegen ist die Energieproduktion sogenannter fluktuierender Erzeugung, wie etwa typisch vorkommend bei Windkraft- und Solaranlagen, dargebotsabhängig. Das heißt, die Quantität an erzeugter Elektroenergie richtet sich nach den jeweiligen Wind- und Sonneneinstrahlungsverhältnissen. Einige Erzeugungsarten nehmen hier eine Mittelstellung ein. Dazu gehören:
- wärmegeführte KWK-Anlagen, die ebenfalls bedarfsgerecht produzieren können, deren Fahrplan aber in der Regel vom Wärmebedarf eines Fernwärmenetzes bestimmt ist,
- Müllverbrennungsanlagen, die oftmals prozessabhängig produzieren,
- Laufwasserkraftwerke.

### Grund-, Mittel- und Spitzenlastkraftwerke
Disponible Erzeugungsanlagen werden je nach ihrer Flexibilität in Grund-, Mittel- und Spitzenlastkraftwerke aufgeteilt. Hier geht es einerseits darum, um wie viel Prozent der Nennleistung das Kraftwerk seine Leistung reduzieren kann, ohne ganz abzufahren, wie schnell es nach dem Abfahren wieder hochfahren kann und wie schnell das Kraftwerk seine Leistung erhöhen oder senken kann und wie steil die Gradienten des abzufahrenden Fahrplans somit sein dürfen. Ob ein Kraftwerk in Grundlast oder Mittellast fährt, hängt nicht nur von technischen Grenzen, sondern auch von wirtschaftlichen Gegebenheiten ab. Das An- und Abfahren erzeugt Kosten, die umso eher eingebracht werden, je größer die Marktpreisunterschiede ausfallen.

### Dezentrale elektrische Energieerzeugung
Eine Stromerzeugung in der Nähe des Verbrauchers, etwa innerhalb oder in der Nähe von Wohngebieten und Industrieanlagen, bezeichnet man als dezentrale Stromerzeugung. Wird Strom über ein räumlich begrenztes Stromnetz verteilt, das nicht mit dem Verbundnetz gekoppelt ist, spricht man von einem Inselnetz. Einen Verbraucher, der unabhängig ist von Energieimporten, nennt man energieautark.
Bei mobilen Geräten oder kleinen stationären Anlagen kommen typischerweise Batterien oder Akkumulatoren als Energiespeicher zum Einsatz (s. a. Antriebsbatterie, Batteriespeicher). Mitte 2024 sind z. B. laut Marktstammdatenregister etwa 8 GWh  bei Privatleuten installiert, was sich auch ausgleichend auf die Bezugsprofile der entsprechenden Haushalte/Wohngebiete auswirkt.

### Unterscheidung nach Energieträgern
Beim Strommix wird untersucht, auf welchen Energieträgern die elektrische Energieerzeugung beruht. Der allgemeinere Energiemix dagegen reflektiert die Anteile der Energieträger am Primärenergieverbrauch.

## Stromerzeugung nach Energieträgern

### Weltweit

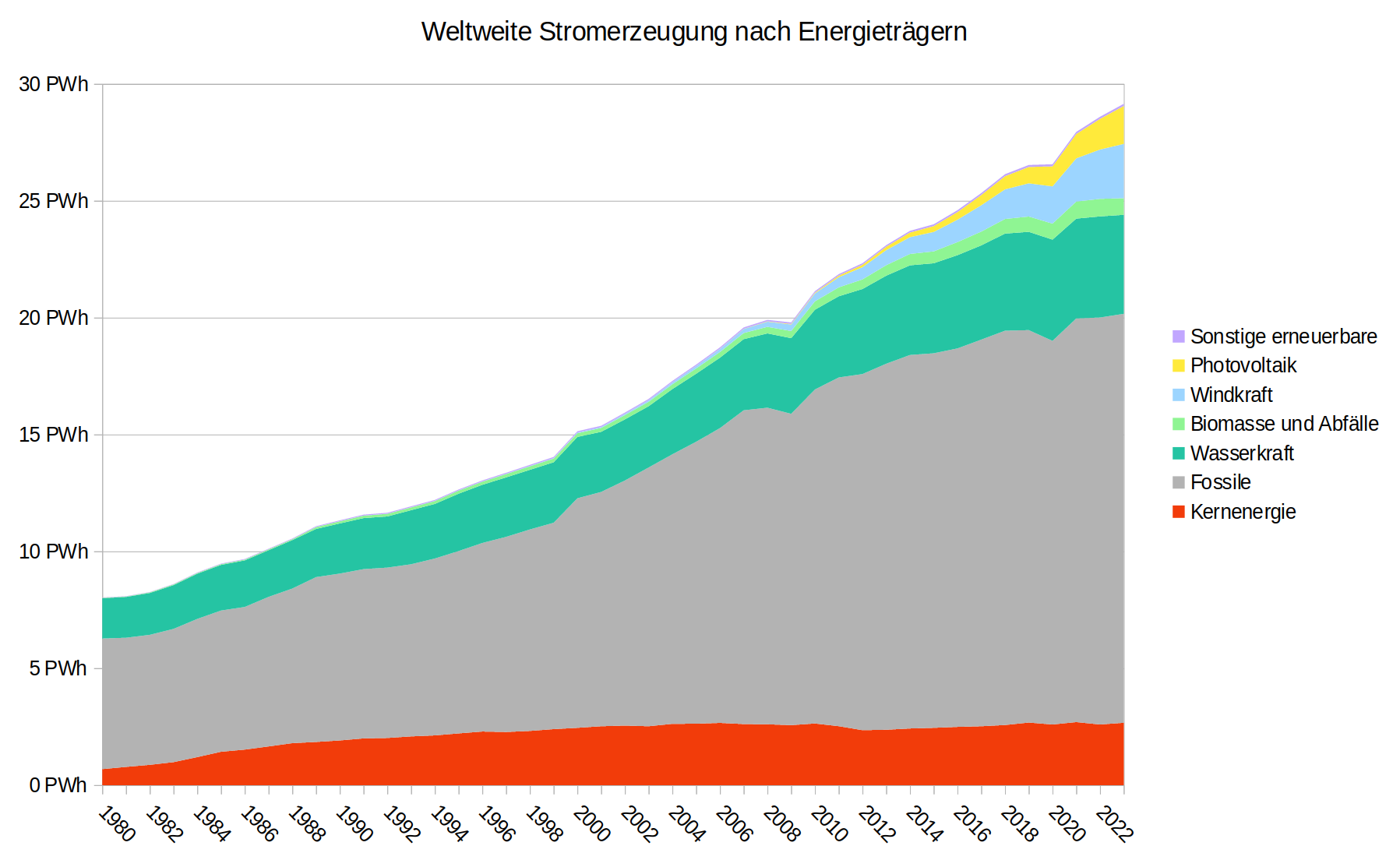
Entwicklung der weltweiten Stromerzeugung

Entwicklung der weltweiten Stromerzeugung bis 2023

Weltweit wurden im Jahr 2024 etwa 31153 TWh elektrischer Energie produziert. Fast ein Drittel der Gesamtproduktion stammen aus erneuerbare Energien, mehr als ein Drittel aus Kohle.
Im Jahr 2011 wurden global etwa 22.158 TWh elektrischer Energie produziert. Etwa zwei Drittel der Gesamtproduktion kamen aus der Verbrennung fossiler Energieträger, ca. 20 % wurden regenerativ erzeugt und knapp 12 % mittels Kernenergie gewonnen.
| Energieträger      | 2011   | 2012   | 2015   | 2022   | 2023   | 2024   |
| ------------------ | ------ | ------ | ------ | ------ | ------ | ------ |
| Kohle              | 41,2 % | 40,3 % | 40,7 % | 35,9 % | 35,6 % | 34,5 % |
| Erdgas             | 21,9 % | 22,4 % | 21,6 % | 22,4 % | 22,1 % | 21,8 % |
| Erdöl              | 3,9 %  | 4,1 %  | 4,1 %  | 2,7 %  | 2,5 %  | 2,4 %  |
| Kernenergie        | 11,7 % | 10,8 % | 10,6 % | 9,2 %  | 9,2 %  | 9,1 %  |
| Wasserkraft        | 15,6 % | 16,1 % | 16,2 % | 29,6 % | 30,4 % | 14 %   |
| Übrige Erneuerbare | 4,2 %  | 4,7 %  | 6,0 %  | 29,6 % | 30,4 % | 18,1 % |

| Energieträger | 2022  | 2023  | 2024  |
| ------------- | ----- | ----- | ----- |
| Gesamt        | 29153 | 29897 | 31153 |
| Kohle         | 10452 | 10645 | 10736 |
| Erdgas        | 6526  | 6622  | 6793  |
| Öl            | 801   | 762   | 738   |
| Kernenergie   | 2684  | 2743  | 2844  |
| Erneuerbare   | 8643  | 9074  | 9992  |

## Wirtschaftliche Aspekte

### Stromgestehungskosten

Stromgestehungskosten für verschiedene Stromerzeugungsanlagen in Deutschland. Datenquelle: Fraunhofer ISE; Juli 2024

Insbesondere bei erneuerbaren Energien werden zur Beurteilung von Wirtschaftlichkeit, Effizienz und Kostenregression auf Grund von technischem Fortschritt oft die sogenannten Stromgestehungskosten betrachtet. Dies sind im Wesentlichen die Vollkosten der Energieerzeugung, das heißt zu den variablen Kosten pro erzeugte kWh kommt die Umlage der Investition auf die produzierte Arbeit in kWh. Stromgestehungskosten Erneuerbarer Energien sind in den letzten Jahren stark gesunken.
Für PV-Dachanlagen bestimmt sich die Wirtschaftlichkeit stärker über die Sparpotentiale, d. h. über die Differenz zwischen den Kosten einzukaufenden Stroms und dem erzielbaren Verkaufspreis. Lokale Speicher reduzieren zusätzlich die Bezugszeiten aus dem Netz.
Die Stromgestehungskosten hängen von dem Amortisationszeitraum, also von der Lebensdauer der Anlage und von den sogenannten Volllaststunden der Anlage ab. Diese Kennzahl für den Nutzungsgrad einer Anlage misst, wie viele Stunden die Anlage ihre Nennleistung produzieren müsste, um die im Jahr tatsächlich produzierte Arbeit zu erzeugen. Je mehr Volllaststunden und je länger die Laufzeit, auf desto mehr produzierte kWh kann die ursprüngliche Investition umgelegt werden und umso geringer sind die Stromgestehungskosten der Anlage.
Der Amortisationszeitraum für EEG-Anlagen ergibt sich aus der Förderdauer des Erneuerbare-Energien-Gesetzes, Volllaststunden von Wind- und Solaranlagen ergeben sich aus dem Wind- und Sonneneinstrahlungsaufkommen.
Kapitalwert
Erneuerbare Erzeugung wird oftmals zum Fixpreis vergütet. In einem solchen Fall ist die Anlage wirtschaftlich und der Kapitalwert positiv, genau wenn der Fixpreis über den Stromgestehungskosten liegt.
Wird eine Anlage mit Strompreisen am Markt vergütet, sind offensichtlich nicht nur Kosten, sondern auch Erlöse zu betrachten. Bei gleichbleibenden Kosten ist die Anlage wirtschaftlicher, wenn der Strompreis höher ist. Sie ist wirtschaftlich, wenn der Kapitalwert positiv ist, d. h. diskontierte Mehrerlöse aus der Investition müssen die Investitionskosten decken.
Bei einem konventionellen Kraftwerk ist die Rohmarge durch den sogenannten Spark Spread bestimmt, bei einem Braunkohlekraftwerk spricht man von Dark Spread. Dies ist die Preisdifferenz zwischen dem Strompreiserlösen für eine MWh Strom und den am Markt geltenden Brennstoffkosten für die Brennstoffe, die zur Erzeugung des Stroms nötig sind. Werden auch die für die Erzeugung benötigten Emissionszertifikate berücksichtigt, spricht man von Clean Spark Spread oder Clean Dark Spread. Produziert das Kraftwerk auch Wärme, müssen auch Erlöse aus dem Wärmeverkauf bei der Kapitalwertberechnung berücksichtigt werden.
Soweit seine Flexiblitäten das erlauben, fährt das Kraftwerk nur in Stunden, wo der Spark Spread positiv ist. Der Spark Spread bestimmt somit auch die Volllaststunden.

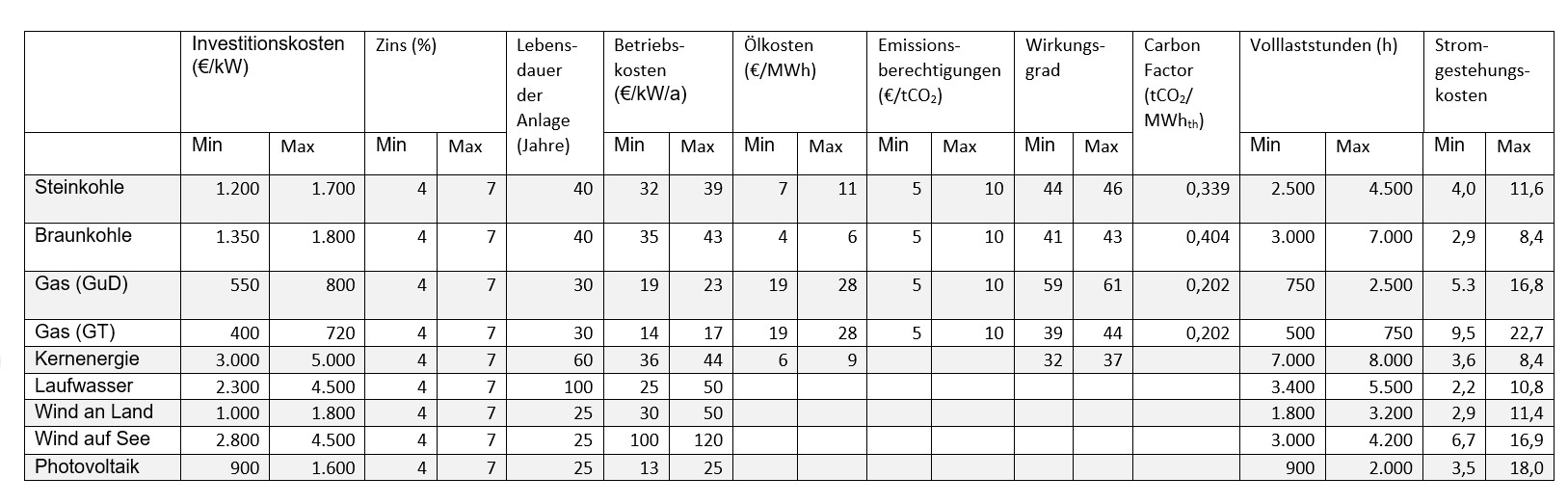
Stromgestehungskosten nach VGB PowerTech e. V. (2015)

Andererseits bestimmen stark durch Brennstoffkosten bestimmte variable Kosten des Kraftwerksparks wiederum den Strompreis. Kraftwerke mit höheren Grenzkosten stehen in der Merit-Order weiter hinten und werden seltener eingesetzt. Ein Ausbau der erneuerbaren Energien führt über den Merit-Order-Effekt zu einer Verdrängung konventioneller Erzeugung, damit zu sinkenden Volllaststunden und somit zu steigenden Stromgestehungskosten konventioneller Anlagen.
Stromgestehungskosten konventioneller Anlagen sind somit von Marktpreisen der Brennstoffe und von Strompreisen abhängig, da der Spread zwischen Strompreis und Brennstoffpreisen in jeder Stunde bestimmt, ob das Kraftwerk fährt und welche Marge es dabei erzielt. Diese müssen über den gesamten Amortisationszeitraum mit ihrer stündlichen Struktur prognostiziert werden. Eine Studie des VGB PowerTech e. V. kam 2015 zu der nebenbei gezeigten Aufstellung.
Die entsprechende Studie des Fraunhoferinstituts 2018 setzt bei Volllaststunden kleinere Korridore und kommt zu kleineren Bandbreiten beim Ergebnis. Die erneuerbaren Energien befinden sich dort im unteren Bereich des VGB-Korridors. Die angenommene Laufzeit der Kraftwerke unterscheidet sich in beiden Studien nicht.

### Systemkosten
Für den Stromverbraucher und die Volkswirtschaft sind jedoch weder Stromgestehungskosten noch der Kapitalwert einer neu zu bauenden Anlage relevant. Vielmehr ist die Frage, zu welchen Kosten pro MWh die Stromversorgung insgesamt bei einer gegebenen nationalen Versorgungsstrategie dargestellt werden kann. Hierbei sind auch Netz- und Speicherkosten zu berücksichtigen. Auch diese finden sich ja in den Strompreisen des Endverbrauchers wieder.
Um das Stromnetz stabil zu halten, muss der Stromverbrauch instantan in jeder Minute mit der Stromerzeugung übereinstimmen. Die fluktuierende Einspeisung von Wind- und Solaranlagen kann keinen Lastfolgebetrieb darstellen.
Um Last und Erzeugung in Einklang zu bringen, wird derzeit die Residuallast nach Abzug der erneuerbaren Erzeugung durch konventionelle Kraftwerke gedeckt. Dies führt bei Ausbau erneuerbarer Energien zu sinkenden Vollbenutzungsstunden aller Kraftwerke: Konventionelle Erzeugung kommt nur noch zum Einsatz, wenn die erneuerbare Erzeugung nicht ausreicht. Die durch konventionelle Erzeugung zu deckende Maximallast sinkt jedoch nur geringfügig (siehe Residuallast). Erneuerbare Erzeugung liefert nur, wenn Wind weht oder Sonne scheint, und hat somit ohnehin geringe Vollbenutzungsstunden. Zusätzlich sind bei starkem Ausbau Abschaltungen bei hohem Wind- und Solaraufkommen zu erwarten, weil die Einspeisung dann zu diesen Stunden die Last überschreitet.
Weiterhin steigen bei steigender fluktuierender Erzeugung die Kosten für Systemdienstleistungen. Im Jahr 2022 meldeten die Übertragungsnetzbetreiber sogenannte Redispatchmaßnahmen mit einem Gesamtvolumen von rund 22.000 Gigawattstunden. Im Jahr 2014 waren es noch 4.249 GWh. Im selben Zeitraum stiegen die Kosten für diese Maßnahmen von 186,7 Millionen Euro auf 2,69 Milliarden Euro. Kosten für Redispatch-Maßnahmen werden über die Netzentgelte umgelegt.
Der Ausbau erneuerbarer Energien macht den Ausbau der Verteilnetze und einen weiträumigen Stromaustausch über ganz Europa erforderlich. Dies ist mit hohen Investitionen verbunden, die dem Ausbau erneuerbarer Energien größtenteils direkt zuzurechnen sind. Der Bundesrechnungshof bezifferte die bis zum Jahr 2045 allein für den Ausbau der Stromnetze anfallenden Investitionskosten auf als 460 Mrd. Euro.
Um den Anteil Erneuerbarer Energien weiter zu erhöhen, sind weiterhin Speicher erforderlich, deren Wirkungsgradverluste und Amortisationskosten ebenfalls den Systemkosten zuzurechnen sind.
Stromgestehungskosten sind somit wie ein Gutachten der Universität Nürnberg bestätigt, kein guter Indikator für künftige Stromkosten.

### Stromhandel
Seit 1998 ist es in Europa möglich, elektrische Energie wie ein Wertpapier zu handeln. Über sogenannte Bilanzkreise wird sichergestellt, dass jeder Versorger den Energiebedarf für den Folgetag für seinen Endkundenabsatz an den Handelsmärkten beschafft und jeder Kraftwerksbetreiber seine geplante Erzeugung für den Folgetag dort verkauft hat. Für Betreiber konventioneller Kraftwerke ist es jedoch sinnvoller, die aus Strompreis und Brennstoffkosten resultierende Marge bereits deutlich vorher am Terminmarkt abzusichern (siehe Kraftwerkseinsatzoptimierung).
Kurzfristige Abweichungen in Erzeugung und Bedarf können noch bis kurz vor Lieferung auf den Intradaymärkten ausgeglichen werden. Erfolgt dies nicht, kommt es zu Frequenzabweichungen im Übertragungsnetz und der Übertragungsnetzbetreiber sorgt für den Ausgleich zwischen Bedarf und Erzeugung durch Bereitstellung sogenannter Regelleistung. Regelleistung ist auf Abruf bereitstehende zusätzliche Erzeugung oder auch Last und wird in einer Auktion des Übertragungsnetzbetreibers ausgeschrieben. Die Teilnahme am Regelmarkt ist besonders für flexible Kraftwerke möglich und attraktiv.

## Luftverschmutzung und Unfälle nach Energieträger

### CO2- und Schadstoffemissionen
| Energiequelle   | CO2-Emission      | Schwefeldioxid-Emission | Stickoxide-Emission |
| --------------- | ----------------- | ----------------------- | ------------------- |
| Kohlekraftwerk  | 790–1230 in g/kWh | 750 in mg/kWh           | 800 in mg/kWh       |
| Wasserkraftwerk | 4–13 in g/kWh     | 20 in mg/kWh            | 40 in mg/kWh        |
| Kernkraftwerk   | 31 in g/kWh       | 30 in mg/kWh            | 30 in mg/kWh        |
| Erdgas GuD      | 410–430 in g/kWh  | 80 in mg/kWh            | 390 in mg/kWh       |
| Windkraftanlage | 8–16 in g/kWh     | 50 in mg/kWh            | 40 in mg/kWh        |
| Photovoltaik    | 27–59 in g/kWh    | 108 in mg/kWh           | 0,0716 in mg/kWh    |
| Holz HKW        | 40 in g/kWh       | 150 in mg/kWh           | 1130 in mg/kWh      |

### Todesfälle und Erkrankungen
Die elektrische Energieerzeugung ist eine bedeutende Quelle für Luftverschmutzung. Nach einer 2015 in Nature erschienenen Studie verursachte die Stromerzeugung im Jahr 2010 weltweit etwa 465.000 vorzeitige Todesfälle durch Luftverschmutzung. Am stärksten betroffen war China mit ca. 237.000 Todesfällen, in Deutschland starben ca. 4.400 Menschen infolge durch die Stromerzeugung hervorgerufenen Luftverschmutzung.
Die unterschiedlichen Effekte von verschiedenen Formen der Stromerzeugung auf die Gesundheit sind schwer zuzuschreiben und unsicher zu erfassen. Die folgende Tabelle umschreibt eine Schätzung auf Basis von Daten aus der Europäischen Union (Methode: ExternE). Die Gesundheitsschäden können durch Unfälle und durch Luftverschmutzung im Normalbetrieb auftreten. Laut Tabelle werden die meisten Erkrankungen durch Luftverschmutzung pro erzeugter Terawattstunde in der Europäischen Union durch Braun- und Steinkohle verursacht, gefolgt von Erdöl und Biomasse. Als wesentliche Probleme der Kernenergie sehen die Autoren hingegen nicht die Luftverschmutzung und den normalen Betrieb, welche vergleichsweise wenige Todesfälle verursachten, sondern langfristige Gefahren verbunden mit der Lagerung der nuklearen Abfälle und die Schäden im Falle eines Unfalls.
| Primär- energie- quelle | Todesfälle durch Unfälle (Öffentlichkeit) | Todesfälle durch Unfälle (Beschäftigte) | Todesfälle durch Luftverschmutzung | Schwere Erkrankungen durch Luftverschmutzung | Leichte Erkrankungen durch Luftverschmutzung |
| ----------------------- | ----------------------------------------- | --------------------------------------- | ---------------------------------- | -------------------------------------------- | -------------------------------------------- |
| Braunkohle              | 0,020                                     | 0,100                                   | 32,600                             | 298,00                                       | 17.676                                       |
| Steinkohle              | 0,020                                     | 0,100                                   | 24,500                             | 225,00                                       | 13.288                                       |
| Erdgas                  | 0,020                                     | 0,001                                   | 2,800                              | 30,00                                        | 703                                          |
| Erdöl                   | 0,030                                     |                                         | 18,400                             | 161,00                                       | 9.551                                        |
| Biomasse                |                                           |                                         | 4,630                              | 43,00                                        | 2.276                                        |
| Kernenergie             | 0,003                                     | 0,019                                   | 0,052                              | 0,22                                         |                                              |